# Eva Lindström
Eva Lindström, née à Västerås en 1952, est une auteure et illustratrice suédoise de littérature d'enfance et de jeunesse. Elle est lauréate en 2022 du prestigieux prix international, le Prix commémoratif Astrid-Lindgren.

## Biographie
À l'âge de 17 ans, elle rejoint Konstfack, l'université d'arts de Stockholm où elle étudie la peinture de 1969 à 1974. Après quelques années d'activité en tant qu'illustratrice, elle publie son premier ouvrage personnel en 1988 : Kattmössan (The cat's hat).
Son œuvre est reconnue internationalement. Elle est finaliste du Prix Hans-Christian-Andersen en 2014 dans la catégorie Illustration. Elle reçoit en 2022 le Prix commémoratif Astrid-Lindgren. Ses ouvrages ont été publiés en français par Cambourakis, les Éditions Autrement ou encore le cosmographe.

## Publications traduites en français
- Trucs et ficelles d'un petit troll, texte de Katarina Mazetti trad. du suédois par Marie-Ange Guillaume et Cécilia Monteux, Hachette jeunesse, 2002
- Dans les bois , Éditions Autrement, 2012
- J'aime pas l'eau, traduit du suédois par Aude Pasquier, Cambourakis, 2013
- Olli et Ma, traduit du suédois par Aude Pasquier, Cambourakis, 2014
- Où sont nos bonnets ? , traduit du suédois par Aude Pasquier, Cambourakis, 2014
- Et on est devenus amis, traduit du suédois par Aude Pasquier, Cambourakis, 2015
- Tout le monde s'en va, traduit du suédois par Aude Pasquier, Cambourakis, 2016
- Je m'évade !, traduit du suédois par Aude Pasquier, Cambourakis, 2018
- La grande amie, texte de Ylva Karlsson, traduit du suédois par Aude Pasquier, le Cosmographe, 2020
- Le pont, traduit du suédois par Aude Pasquier, Cambourakis, 2020